# 小行星1983
小行星1983（1983 Bok）是一颗绕太阳运转的小行星，为主小行星带小行星。该小行星于1975年6月9日发现。
該小行星以荷蘭天文學家巴特·包克命名。

## 轨道参数
小行星1983的轨道半长轴为2.6213529 UA，离心率为0.100。